# Джонс, Уил
Уилберт «Уил» Джонс (англ. Wilbert "Wil" Jones; родился 27 февраля 1947 года в Мак-Ги, штат Арканзас, США) — американский профессиональный баскетболист, играл в Американской баскетбольной ассоциации, отыгравший семь из девяти сезонов её существования, а также два сезона в Национальной баскетбольной ассоциации. Чемпион АБА в сезоне 1974/1975 годов в составе команды «Кентукки Колонелс».

## Ранние годы
Уил Джонс родился 27 февраля 1947 года в городе Мак-Ги (штат Арканзас), посещал центральную школу округа Дешей, которая находится на невключённой территории Роуэр (штат Арканзас), там он выступал за местную баскетбольную команду.

## Статистика

### Статистика в НБА
| Сезон                                                                                    | Команда | Регулярный сезон | Регулярный сезон | Регулярный сезон | Регулярный сезон | Регулярный сезон | Регулярный сезон | Регулярный сезон | Регулярный сезон | Регулярный сезон | Регулярный сезон | Регулярный сезон | Серия плей-офф | Серия плей-офф | Серия плей-офф | Серия плей-офф | Серия плей-офф | Серия плей-офф | Серия плей-офф | Серия плей-офф | Серия плей-офф | Серия плей-офф | Серия плей-офф |
| Сезон                                                                                    | Команда | GP               | GS               | MPG              | FG%              | 3P%              | FT%              | RPG              | APG              | SPG              | BPG              | PPG              | GP             | GS             | MPG            | FG%            | 3P%            | FT%            | RPG            | APG            | SPG            | BPG            | PPG            |
| ---------------------------------------------------------------------------------------- | ------- | ---------------- | ---------------- | ---------------- | ---------------- | ---------------- | ---------------- | ---------------- | ---------------- | ---------------- | ---------------- | ---------------- | -------------- | -------------- | -------------- | -------------- | -------------- | -------------- | -------------- | -------------- | -------------- | -------------- | -------------- |
| 1976/77                                                                                  | Индиана | 80               | 74               | 33,9             | 43,0             |                  | 74,4             | 7,6              | 2,4              | 1,3              | 1,0              | 13,0             | Не участвовал  | Не участвовал  | Не участвовал  | Не участвовал  | Не участвовал  | Не участвовал  | Не участвовал  | Не участвовал  | Не участвовал  | Не участвовал  | Не участвовал  |
| 1977/78                                                                                  | Баффало | 79               |                  | 21,7             | 44,0             |                  | 70,6             | 4,2              | 1,5              | 0,9              | 0,5              | 6,8              | Не участвовал  | Не участвовал  | Не участвовал  | Не участвовал  | Не участвовал  | Не участвовал  | Не участвовал  | Не участвовал  | Не участвовал  | Не участвовал  | Не участвовал  |
|                                                                                          | Всего   | 159              | 74               | 27,8             | 43,3             |                  | 73,1             | 5,9              | 1,9              | 1,1              | 0,8              | 9,9              | Не участвовал  | Не участвовал  | Не участвовал  | Не участвовал  | Не участвовал  | Не участвовал  | Не участвовал  | Не участвовал  | Не участвовал  | Не участвовал  | Не участвовал  |
| Наведите курсор мыши на аббревиатуры в заголовке таблицы, чтобы прочесть их расшифровку. |         |                  |                  |                  |                  |                  |                  |                  |                  |                  |                  |                  |                |                |                |                |                |                |                |                |                |                |                |